# Kanton Chalais
Kanton Chalais je francouzský kanton v departementu Charente v regionu Poitou-Charentes. Jeho střediskem je město Chalais. Dělí se na 13 obcí.

## Obce
- Bardenac
- Bazac
- Brie-sous-Chalais
- Chalais
- Courlac
- Curac
- Médillac
- Montboyer
- Saint-Avit
- Saint-Quentin-de-Chalais
- Orival
- Rioux-Martin
- Yviers